# A las 10 en casa
A las 10 en casa fue un grupo musical procedente de Albacete, España, formado por tres chicas Eva, Isabel y Laura ] en la década de 1990, cantaron melodías europop y eurodance en castellano.
Su sencillo de mayor éxito fue Enamorada del novio de mi amiga. Participaron en la edición de 1998 del Festival de Benidorm con la canción Con todo descaro quedando en séptimo lugar, además de ser invitadas en Fitur como imagen de Castilla-La Mancha en 1999.

## Discografía
- A las 10 en casa (1997):

1. Enamorada del novio de mi amiga.
2. Tal para cual.
3. Enamorada de ti.
4. Te veré.
5. Si me miras.
6. Desde que tú ya no estás.
7. Pídeme salir.
8. Dime que sí, dime que no.
9. Sentimientos de amor.
10. Tú eres mi alma.
11. A bailar.
12. Celebration.

- Las chicas son las que ligan (1998):

1. Sube.
2. Con todo descaro.
3. Las chicas son las que ligan.
4. Mucho cuidado.
5. Loco de remate.
6. Celos.
7. Iré contigo.
8. Lo siento.
9. Eres como un ángel.
10. Los chicos son así (sweet intent).
11. La gata y el ratón (style).